# Gaston Bienvenu Mboumba Bakabana
Gaston Bienvenu Mboumba Bakabana (n. 1976, Republica Congo) este un politician român de origine congoleză, de profesie inginer.
Locuiește în România din anul 1995.
A absolvit Universitatea Politehnica din București, Facultatea de Electronică și Telecomunicații, obținând diploma de inginer.
Mboumba Bakabana locuiește în comuna Florești, Cluj și este director al unei companii de construcții.
Familia lui a trebuit să părăsească țara africană în urma unor conflicte politice, unchiul său deținând pentru o perioadă funcția de ministru al transporturilor în guvernul congolez condus de Pascal Lissouba.
Ar fi trebuit să ocupe ulterior o funcție importantă, la fel ca și frații lui, dacă în 15 octombrie 1997, regimul Pascal Lissouba nu ar fi fost îndepărtat.
Unul din frații lui era șeful poliției rutiere congoleze, celălalt director al aeroportului din Dolizi, iar sora acestuia era șeful serviciului economic din cadrul Ministerului Economiei din Congo.
S-a mutat la Cluj-Napoca în anul 2000, după ce a terminat Politehnica la București.
Atât el și soția lui, cât și fiul acestuia Christ-Tresor au trecut la greco-catolicism.
Fiul lui a fost botezat în 2003 de însuși Episcopul Eparhiei Române Unite cu Roma din Cluj, Florentin Crihălmeanu.
Mboumba Bakabana a primit statutul de refugiat politic și cetățenia română în luna august a anului 2008.
În august 2009, a fost ales vicepreședinte al Tineretului Social Democrat Cluj.
Pe 11 august 2011 a fost exclus din PSD.